# Grasshopper Club Zürich
Grasshopper Club Zürich (i folkmun Grasshoppers) är en schweizisk idrottsklubb, främst känd genom sin fotbollssektion som är en av Schweiz främsta fotbollsklubbar och schweiziska rekordmästare.

## Historia
Grasshoppers grundades 1886 och är därmed den näst äldsta fotbollsklubben i Schweiz. Klubben grundades av engelska studenter med Tom E. Griffith som den ledande personen. Griffith var klubbens president och lagkapten under de första åren. Namnet kommer förmodligen från att de höll till på fotbollsplaner runt om i Zürich. Klubbfärgerna blått och vitt är desamma som staden Zürichs och kantonens. Laget har vunnit schweiziska ligan (Swiss Championship) 27 gånger (den senaste 2003), schweiziska cupen (Swiss Cup) 19 gånger (den senaste 2013) och den schweiziska supercupen (Swiss Super Cup) en gång (1989).

## Placering senaste säsonger
| Säsong  | Nivå | Liga                   | Placering | Referens | Notering |
| ------- | ---- | ---------------------- | --------- | -------- | -------- |
| 2024/25 | 1    | Schweiziska superligan | 11        | [ 1 ]    |          |
| 2023/24 | 1    | Schweiziska superligan | 11        | [ 2 ]    |          |
| 2022/23 | 1    | Schweiziska superligan | 7         | [ 3 ]    |          |
| 2021/22 | 1    | Schweiziska superligan | 8         | [ 4 ]    |          |

## Fotbollsspelare i urval
- Stéphane Chapuisat
- Efan Ekoku
- Giovane Élber
- Ove Grahn
- Mats Gren
- Kurt Jara
- Kim Källström
- Viorel Moldovan
- Günter Netzer
- Wynton Rufer
- Ciriaco Sforza
- Kubilay Türkyilmaz
- Hakan Yakin
- Murat Yakin

## Tränare
Tränare i urval:
- Hennes Weisweiler
- Ottmar Hitzfeld
- Leo Beenhakker
- Roy Hodgson

## Innebandysektionen
Grasshoppers innebandysektion bildades 2002 och spelar i Schweiz proffsliga Swiss Mobiliar League. Deras hemmaarena är Sporthalle Hardau i Zürich. De vunnit ligan en gång och Schweiziska cupen tre gånger.
Svensken Magnus Svensson var tränare i klubben 2013. Flera svenskar har spelat för Grasshoppers, bland annat Niklas Jihde, Alexander Bodén,  Kim Nilsson och Patrik Lundström.

## Övriga sektioner
- Rodd
- Tennis
- Landhockey
- Handboll
- Ishockey